# Key of life (曲)
key of lifeは、Shiggy_Jr.のシングル。2016年3月23日に配信された。

## 概要
- テレビアニメ「リルリルフェアリル」の初代エンディングテーマ。
- ジャケットは、時間が止まったポップ感を出している。
- 劇中では、りっぷ、ひまわり、すみれ、ローズが踊っている。
- ちなみにそれまでは未発表曲だった。

| スタブアイコン | サブスタブ | この項目は、まだ閲覧者の調べものの参照としては役立たない、シングルに関連した書きかけの項目です。この項目を加筆・訂正などしてくださる協力者を求めています（P:音楽/PJ:楽曲）。 |